# Рябко Віталій Опанасович
Віталій Опанасович Рябко (нар. 24 квітня 1921, Каїри — 25 жовтня 2015) — учасник німецько-радянської війни, почесний громадянин Херсона.

## Біографія
Народився 24 квітня 1921 року в селі Каїрах (тепер Голопристанський район Херсонської області, Україна). У 1941 році закінчив Херсонський машинобудівний технікум. Брав участь у німецько-радянській війні з 1943 року. Воював у складі 295-ї стрілецької дивізії (1040-й стрілецький полк), стрілок. Пройшов з боями від Херсона до Берліна. Був поранений і контужений у травні 1944 року при звільненні Молдавії. Демобілізувався в 1945 році.
Працював токарем на Цюрупинському промкомбінаті, з 1947 року — старшим майстром на заводі імені Комінтерну.
На пенсії з 1987 року. Брав активну участь у військово-патріотичній роботі. Помер 25 жовтня 2015 року.

## Відзнаки
Нагороджений:
- радянськими орденами Вітчизняної війни І (6 квітня 1985) і ІІ (7 червня 1945) ступеня[2], українським орденом «За мужність»;
- двома медалями «За відвагу» (18 квітня 1944[2]; за форсування Дніпра і визволення Херсона[3]; 28 лютого 1945[2]; за бої на Кюстрінському плацдармі[3]), медалями «За взяття Берліна», «За визволення Варшави», «За перемогу над Німеччиною» та іншими (всього 14 медалей)[1].

Почесний громадянин міста Херсона (рішення Херсонської міської ради № 1595 від 27 серпня 2010 року; як визволитель Херсона від фашистських загарбників у Великій вітчизняній війні).